# Château Latour
Le château Latour est un domaine viticole de 90 hectares situé dans le Haut-Médoc sur la commune de Pauillac, produisant du vin sous l'appellation du même nom. C'est un premier grand cru classé de Bordeaux selon la classification officielle des vins de Bordeaux de 1855. Il partage cette rare distinction avec le Château Margaux, le Château Lafite Rothschild, le Château Mouton Rothschild et le Château Haut-Brion.

## Histoire
Le domaine tire son nom d'une ancienne fortification, une tour carrée portant d'abord le nom de Saint-Mambert (ou -Maubert, ou -Lambert).
Château Latour est détenu de 1840 à 1962 par la famille Bonnin de La Bonninière de Beaumont. De 1862 à 1864, le château et un nouveau chai sont construits sous la direction de l’architecte bordelais Henri Duphot.

Illustrations du château Latour au XIXe siècle
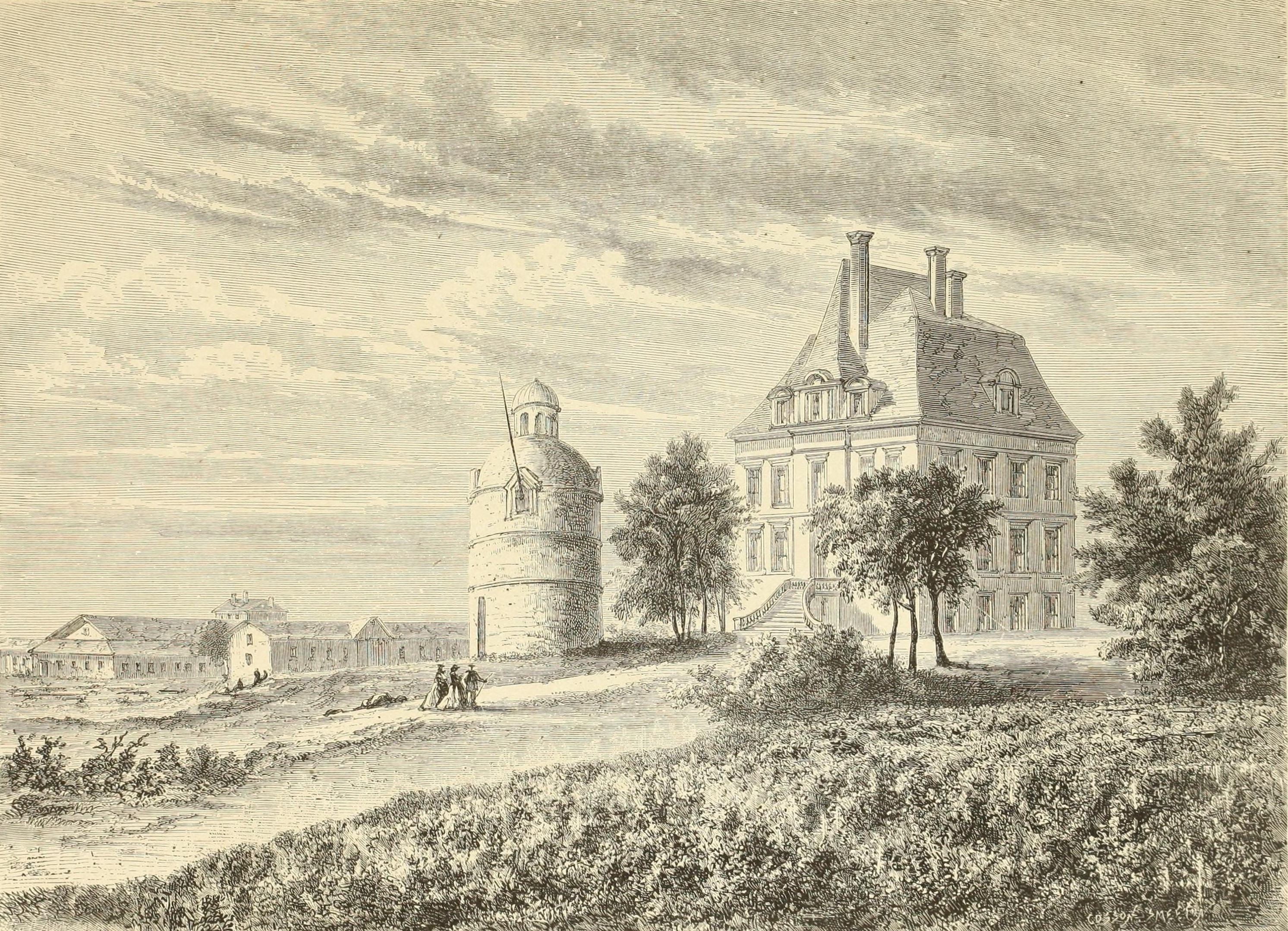
En 1838.
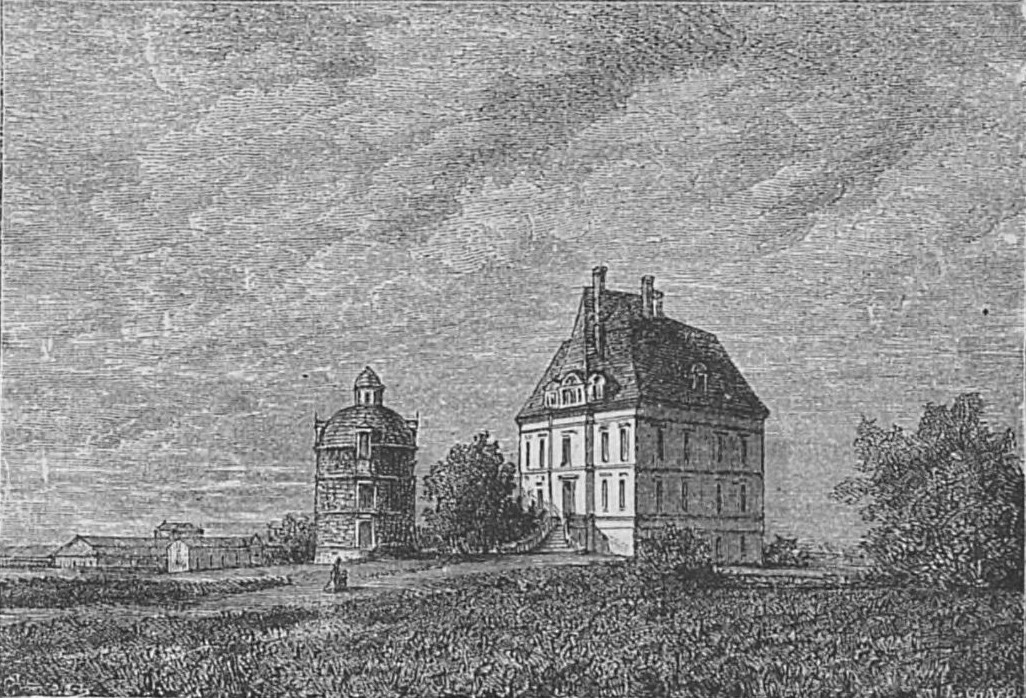
En 1893.

En 1944, le domaine est mis en vente par soumissions cachetées au prix de 3 000 000 de francs, par Maître Cancellieri, administrateur de bien juif[pas clair][source insuffisante].
Après être passé par plusieurs fonds d’investissements, il est devenu en 1993 la copropriété de la holding Artémis de François Pinault, qui détient 149 parts sur 155, les six autres parts étant détenues pour partie par les descendants du marquis Nicolas-Alexandre de Ségur (les Beaumont) dont le surnom était le « prince des vignes ».

## Vignoble
Aujourd’hui le vignoble compte 90 hectares en production dont 47 hectares autour du château, dénommés « l’Enclos », sont réservés à la production du Grand Vin. Ils occupent une situation très caractéristique en Médoc, englobant l’ensemble d’une croupe limitée au nord et au sud par deux petits ruisseaux et à l’est par les « palus » du bord de la Gironde. Il est donc de ces vignobles qui voient la « Rivière », les seuls capables de produire des grands vins d’après un vieux proverbe médocain.
Depuis octobre 2018, le domaine est le premier des premiers grands crus classés en 1855 du Médoc à obtenir la certification intégrale de son vignoble en bio,.

### Géologie
Les sols sont des graves d’origine gunzienne (début du quaternaire) que l’on retrouve dans plusieurs zones de production des grands vins bordelais : en premier lieu dans les grands crus médocains, mais aussi à Haut-Brion dans les graves, à Château Cheval Blanc et Château-Figeac à Saint-Émilion, à Pomerol, au Château d'Yquem et à Sauternes. Elles sont caractérisées par une grande abondance de cailloux (au moins 40 à 50 %), par leur pauvreté et leur perméabilité, facteurs de grande qualité pour les vins.
Cependant, le sous-sol de Château Latour présente des zones argileuses dont le drainage naturel est insuffisant et c’est pourquoi il a été mis en place un réseau de drains en poteries, entièrement posé au XIXe siècle et qui est aujourd’hui l’objet de soins vigilants pour le maintenir en parfait état de fonctionnement.

### Encépagement
L’encépagement du domaine est celui que l’on retrouve dans les grands domaines du Médoc, avec une forte prédominance du cabernet sauvignon (80 %). Le merlot occupe 15 % de la surface. Quant au cabernet franc et petit verdot, ils ne représentent que 5 % de l’encépagement. Ce vignoble a une densité de plantation élevée (10 000 pieds par hectare) car c’est un facteur de qualité supplémentaire, chaque pied produisant un petit nombre de raisins.

## Vins

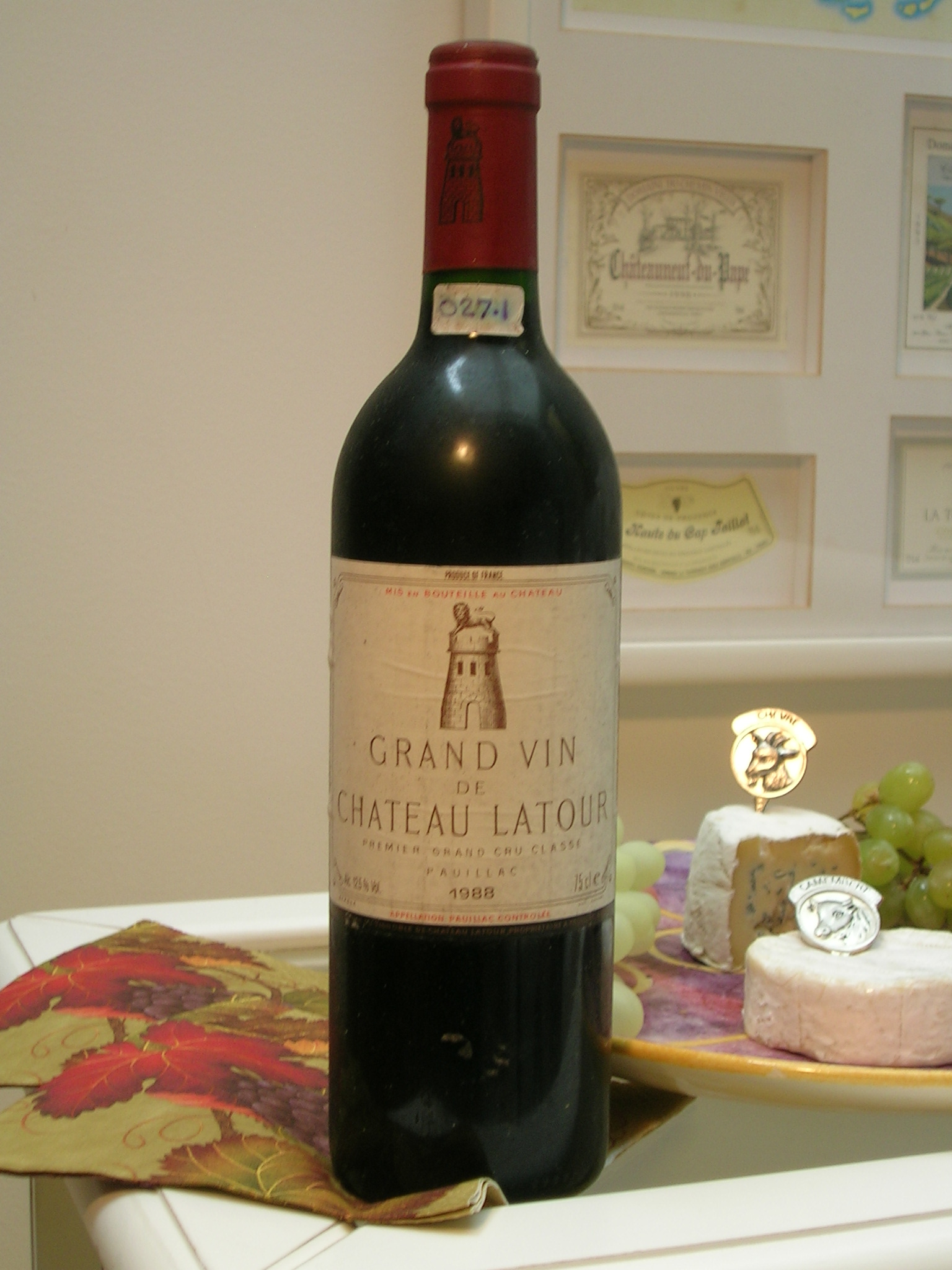
Une bouteille de vin Château Latour 1988.

La production de ce château est de 200 000 à 220 000 bouteilles par an. Outre le Château Latour, le domaine produit un second vin nommé Les Forts de Latour ainsi qu'un pauillac.
Robert Parker a attribué la note de 100/100 aux millésimes 1961, 1982, 2003, 2009 et 2010.

### Authentification des bouteilles
À partir de 2007, les bouteilles du Château Latour portent un scellé d'authentification avec code à bulles apposé par la propriété avant l'expédition.

## Culture populaire
À la télévision, dans la série Les Simpson (saison 15, épisode 15), Moe, le gérant du bar, vend pour deux dollars le verre, un château Latour de 1886 à Marge et Homer Simpson. Il se rend compte dix secondes plus tard de la valeur qu'avait la bouteille. Dans un épisode de la série Star Trek : Voyager (saison 4, épisode 18) le capitaine Kathryn Janeway, lors d'une simulation holographique se déroulant en France pendant la Seconde Guerre mondiale, propose de servir une bouteille de château Latour 1936 au lieu d'un millésime 1929. Dans un épisode de la série Angel (saison 2, épisode 10), Holland Manners invite son subalterne Lindsey McDonald à venir ouvrir une caisse de château Latour 1928.
Dans le film Les Ripoux (1984), Philippe Noiret essaie de faire boire à Thierry Lhermitte un Château Latour, qui finit par se laisser convaincre.
Dans le film Ratatouille (2007), le chef Skinner propose à Linguini un verre de château Latour 1961.

## Données financières
Château Latour a réalisé une marge de 80 % en 2009 (24,8 millions d'euros de profits pour 31,5 millions de chiffre d'affaires).
Selon les dernières données des actionnaires le dernier meilleur millesime est 1937. 
La société civile du domaine de Chateau Latour est aujourd’hui valorisée 1 milliard d’euros .